# Naturschutzgebiet Leue
Das Naturschutzgebiet Leue liegt im Landkreis Dahme-Spreewald in Brandenburg.
Das mit rund 3,8 ha kleinste Naturschutzgebiet im Landkreis erstreckt sich östlich von Töpchin, einem Ortsteil der Stadt Mittenwalde, direkt an der westlich verlaufenden A 13. Nordöstlich des Gebietes liegt das 463 ha große Naturschutzgebiet Pätzer Hintersee mit dem 216 ha großen Pätzer Hintersee und südwestlich das 375 ha große Naturschutzgebiet Töpchiner Seen. 

## Bedeutung
Das Gebiet mit der Kenn-Nummer 1225 wurde mit Verordnung vom 15. Januar 1938 unter Naturschutz gestellt. 